# Nick Fazekas
Pour les articles homonymes, voir Fazekas.
Nick Fazekas, né le 17 juin 1985 à Arvada au Colorado, est un joueur japonais de basket-ball.